# Rijský pakt

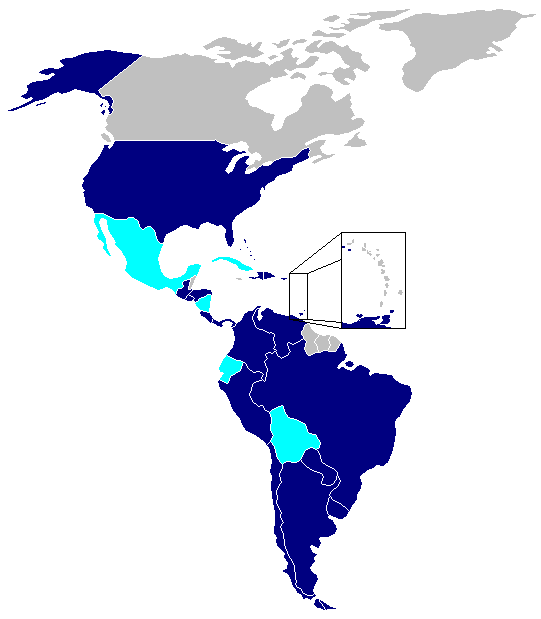
Členové paktu tmavěmodře a bývalí členové azurově.

Rijský pakt (anglicky: Rio Treaty; Inter-American Treaty of Reciprocal Assistance) představuje dohodu ratifikovanou většinou států amerického kontinentu 2. září 1947 v brazilském Rio de Janeiro. Jádrem dohody je závazek vzájemné pomoci při napadení jednoho ze signatářů (útok na jednoho se považuje za útok na všechny), stejně tak je pomoc přípustná při ohlášení podvratné aktivity.
Tento pakt je také znám jako tzv. "obranná doktrína západní hemisféry" nebo pod španělskou zkratkou jako TIAR z Tratado Interamericano de Asistencia Recíproca.

## Ratifikace
Spojené státy americké udržovaly stav obranné politiky dle Monroeovy doktríny z roku 1823, ten se však stával stále více intervenční v důsledku Rooseveltovy politiky. V roce 1930 v USA byl představen plán vojenské spolupráce s vládami Latinské Ameriky; zjevné strategické hrozby proti Panamskému průplavu byly obzvláště znepokojivé. Jednalo se o nich na řadě setkání Mezinárodní konference amerických států a Meziamerické konference pro udržení míru z roku 1936.
Za druhé světové války byly USA schopny zajistit podporu od všech spojenců, kromě Uruguaye, která zůstala ve válce neutrální a přála si tento status quo zachovat nastálo. Některé země podepsaly Deklaraci OSN začátkem roku 1942 a další přidaly podpis do konce roku 1945. Na meziamerické konferenci o problémech války a míru v Mexiku v únoru a březnu 1945 proběhly diskuse o poválečný světový řád., tak vznikla smlouva z Chapultepec.
Ve světle vyvíjející se studené války a v návaznosti na prohlášení Trumanovy doktríny si USA přály, aby byly tyto nové protikomunistické závazky trvalé. Meziamerická smlouva o vzájemné pomoci byla první z mnoha takzvaných „dohod o vzájemné bezpečnosti“, které pramenily z obsahu aktu z Chapultepec. Smlouva byla přijata v roce 1947. V platnost dohoda vstoupila 3. prosince 1948. Posledním signatářem, který se připojil v roce 1982 jsou Bahamy.
Smlouva byla uplatněna mnohokrát během padesátých a šedesátých let, zejména pokud jde o podporu námořní blokády Spojených států jednomyslně během kubánské raketové krize. S výjimkou Trinidad a Tobago (1967) a Baham (1982) se ke smlouvě nepřipojily žádné země, které se po roce 1947 osamostatnily; Kanada se má ještě stát členem, i když již má s USA oddělené obranné závazky. Během války o Falklandy v roce 1982 mezi Argentinou a Velkou Británií se Spojené státy ocitly v ambivalentním postavení, když byly v rámci Rijského paktu smluvně svázány s prvním, a skrze NATO s druhým aktérem. USA označily za agresora Argentinu a protežovaly tradičního spojence Brity. Toto jednání však bylo latinskoamerickými zeměmi vnímáno jako selhání paktu. Po teroristických útocích z 11. září 2001 Spojené státy uplatnily Rijský pakt, ovšem signatářské země se aktivně nezapojily do další války s terorismem. V září 2002, s odvoláním na Falklandský případ a předvídáním války v Iráku, Mexiko formálně odstoupilo od smlouvy; po nezbytných dvou letech přestalo být Mexiko v září 2004 signatářem.
V roce 2008 vytvořila Unii jihoamerických národů (UNASUR) novou regionální radu pro bezpečnost, která má na starosti rozhodování vlastních otázek obrany.
Dne 5. června 2012 zahájily země ALBA Bolívie, Ekvádor, Nikaragua a Venezuela pod vedením levicových vlád proces vypovězení smlouvy, které Obamova vláda odsoudila jako „nešťastné“, ale rozhodnutí vlád respektovala. Nikaragua vypověděla smlouvu dne 20. září 2012, Bolívie dne 17. října 2012, Venezuela dne 14. května 2013 a Ekvádor dne 19. února 2014.
V roce 2019 během prezidentské krize Národní shromáždění Venezuely, kterému předsedal opozičního vůdce Juan Guaidó, započala jednání o znovuzačlenění do TIAR. Dne 11. května poslal Guaidó dopis tajemníkovi Organizace amerických států (OAS) Luisu Almagroovi s požadavkem na obnovení platnosti smlouvy pro Venezuelu. Dne 29. května 2019 Národní shromáždění Venezuely schválilo svůj návrat ke Smlouvě v předběžné diskusi, a poté znovu potvrdilo svůj souhlas s návratem ke smlouvě v červenci 2019.

## Členové paktu
- Argentina
- Bahamy
- Brazílie
- Chile
- Kolumbie
- Kostarika
- Dominikánská republika
- Salvador
- Guatemala
- Haiti
- Honduras
- Panama
- Paraguay
- Peru
- Trinidad a Tobago
- USA
- Venezuela

## Mimo pakt
Ze států Severní a Jižní Ameriky k Rijskému paktu nepřistoupily:
- Kanada
- Belize
- Jamajka
- Guyana
- Surinam
- Antigua a Barbuda
- Barbados
- Dominika
- Grenada
- Svatá Lucie
- Svatý Kryštof a Nevis
- Svatý Vincenc a Grenadiny

V září 2002 se Mexiko rozhodlo, na základě případů Falklandské a Irácké války, na kterých doložilo neúčinnost paktu, formálně z této dohody vystoupit. Členem přestalo být po dvou letech, tedy v září 2004. Roku 2012 pak odstoupily Bolívie, Ekvádor, Kuba a Nikaragua a v roce 2019 Uruguay.